# Зелений (Медведевський район)
Зеле́ний (рос. Зелёный, марій. Зелёный) — селище у складі Медведевського району Марій Ел, Росія. Входить до складу Сидоровського сільського поселення.

## Населення
Населення — 183 особи (2010; 173 у 2002).
Національний склад (станом на 2002 рік):
- росіяни — 55 %
- марійці — 37 %